# Mimepilysta compacta
Mimepilysta compacta là một loài bọ cánh cứng trong họ Cerambycidae.